# According to Greta
According to Greta is een Amerikaanse film uit 2009, geregisseerd door Nancy Bardawil. In de film speelt Hilary Duff een nogal rebels meisje, Greta.

## Verhaal
In de zomervakantie wordt Greta naar haar grootouders gestuurd om af te koelen. Ze vertelt haar grootouders dat ze nog voor haar 18e zelfmoord zal plegen. In een boekje houdt ze bij hoe ze dat kan doen en wat ze nog wil doen voordat ze zelfmoord pleegt (onder andere vechten met een volwassen man, insecten eten, een tatoeage laten zetten en haar maagdelijkheid verliezen).
Haar plannen nemen echter een onverwachte wending als ze haar eerste vakantieliefde (Evan Ross) ontmoet.

## Rolverdeling
- Hilary Duff - Greta
- Ellen Burstyn - Katherine
- Michael Murphy - Joseph
- Evan Ross - Julie
- Melissa Leo - Karen
- Oren Skoog - Steve
- Maury Ginsberg - Lou
- Dave Shalansky - The Installer
- Christopher Hakim - Andrew
- Vivan Dugré - Donna